# Luiz Vaz de Toledo Piza
Luís Vaz de Toledo Piza (Taubaté, 1739 — Luanda, - ca. 1807) foi um militar brasileiro que participou da Inconfidência Mineira.
Nascido na cidade de Taubaté, era filho de Timóteo Corrêa de Toledo e de Úrsula Isabel de Melo, e irmão do também inconfidente padre Carlos Corrêa de Toledo e Mello. Residiu em Cotia onde em 1769 se casou com Gertrudes Maria de Camargo, transferindo-se mais tarde para São João del-Rei.
Foi preso em 1788 e no processo condenado à morte, sendo a sentença posteriormente comutada para degredo. Permaneceu em cárcere até 1792, quando foi degredado para Angola, onde se estabeleceu em Luanda, onde fora nomeado escrivão da ouvidoria em 1797, vindo a falecer no exílio aos 68 anos de idade.